# Погребок (общество)
«Общество Погребка» (фр. la société du Caveau; Каво́) или просто «Погребо́к» (Caveau) — французское литературно-песенное собрание, гогетта, в трактирах и кафе Парижа в XVIII и XIX вв., получившее своё название от подвального зала парижского кабаре «Caveau», где случилась первая пирушка восьми литераторов в конце 1729 года.

## История
Первое общество объединил поэт-песенник Пьер Галле (Pierre Gallet, 1698-1757).
Новое собрание около 1737 г. основано Пироном, Кребильоном-отцом, Кребильоном-сыном, Грессе, Колле. Разговор на их пирушках касался исключительно литературы; по преданию здесь Пирон в первый раз прочел свою «Métromanie», Колле — «Partie du chasse de Henri IV». Участвовали также Монкриф, Сорен, Дюкло, Гельвеций и др.
Между членами нового собрания, основанного в 1762 г., были Фавар, Вуазенон, Гольени, позже Салиери, Буффле, Парни и др. Из старого «Погребка» сюда перешли лишь почти слепой Пирон, Кребильон-сын и Жантиль-Бернар. Рассеянный революцией, этот клуб исчез.
После 1797 г. возник ряд новых литературных «погребков», имевших более или менее эфемерное существование:
- в 1797 г. оба Сегюра, Барре, Дефонтен и др. основали в Париже «Обеды Водевиля» (Les Dîners du Vaudeville), памятником которых остался сборник «Les Dîners du Vaudeville» (1797—1801) и «Choix des Dîners du Vaudeville» (1811);
- в 1805 г. основан «Новый погребок» (Le Caveau moderne), членами которого были Парни, Изабэ, Орас Верне, Мильвуа, Дезожье (Marc-Antoine-Madeleine Désaugiers, 1772-1827), Беранже, бывший с 1814—1816 гг. секретарём этого собрания. В 1817 г. оно распалось, однако позднее дважды воссоздавалось — сначала под другим именем, а с 1834 г. под первоначальным названием «Погребок» (просуществовавшим довольно долго);
- Дезожье (Marc-Antoine-Madeleine Désaugiers, 1772-1827), ученик поэта-песенника Панара, стал во главе нового "Погребка" в 1811 году;
- песенники Эмиль Дебро (Émile Debraux, 1796-1831), Гиацинт Леклерк, Этьен Журдан встречались в «Обществе Момуса» (la Société des soirées de Momus);
- в 1834 г. 13 журналистов приняли название «Enfants du Caveau» и основали новое собрание, в состав которого вошло много политических деятелей, адвокатов и литераторов (Жюль Жанен, Клервиль, Анатоль и Ипполит Лионне); единственной дамой, участвовавшей в нем, была Дежазе.

## Творчество
Главные из сборников различных обществ «Погребка»:
- «Le Caveau moderne ou le Rocher de Cancale» (П., 1807—1816);
- «Les Soupers de Momus, recueil de chansons et de poésies fugitives» (1814—1828);
- «Le Recueil du Caveau pour 1826»;
- «Les Enfants du Caveau» (1834—1837);
- «Le Caveau» (с 1838 г. до настоящего времени более 50 томов).